# Trigo escuadrado
El trigo escuadrado es una comida típica del Bergadá. Consiste en granos enteros de trigo escuadrados, es decir a los cuales se ha quitado la cascarilla. El escuadrado se suele realizar en unos molinos especiales llamados escairadors.
A pesar de que el cultivo del trigo está muy generalizado en Cataluña, se suele consumir molido –como harina o sémola– mientras que los platos con granos sin moler se preparan preferiblemente con el arroz desde la llegada de este grano de la mano de los sarracenos. Sólo se ha conservado el consumo de trigo escuadrado en la Cataluña interior, donde el cultivo del arroz es imposible y las comunicaciones han dificultado tradicionalmente el comercio.  Con la introducción del maíz en Cataluña, fue sustituido en parte por el maíz escuadrado, de mayor rendimiento.
Ahora, con la revalorización de platos tradicionales, se consume por gusto.